# Esteban Azkue
Esteban Azkue Larrañaga (Orio, Guipúzcoa, 24 de febrero de 1944 - 12 de noviembre de 2022) es un tirador deportivo especializado en tiro al plato. Destacó especialmente en la modalidad de foso olímpico, aunque también practicó otras modalidades como el skeet y el foso completo (modalidad no olímpica). También desctacó en el tiro al pichón.
Azkue tomó parte a lo largo de su carrera deportiva en unos Juegos Olímpicos, ocho Campeonatos Mundiales de tiro deportivo y varios Campeonatos Europeos. Destacaron en su palmarés un Campeonato del Mundo y otro de Europa de foso olímpico, así como varias medallas por equipos en campeonatos internacionales.
Figuran en su palmarés nueve Copas de España, así como el campeonato nacional, donde logró su mejor marca personal (199 de 200 platos). 

## Biografía deportiva
Azkue aparece compitiendo a nivel nacional en la segunda mitad de la década de 1960. En 1967 fue décimo en el primer campeonato de España que se disputó de la modalidad de skeet. Con posterioridad se centraría en otras modalidades de tiro al plato, como el foso olímpico (también llamado trap) o el foso universal. En 1969 es seleccionado para forma parte del equipo español de trap que tomó parte en el Campeonato Mundial de Tiro al Plato de 1969 que se disputó en San Sebastián. El buen papel realizado por el joven Azkue en el mundial disputado en casa le valió ser elegido por primera vez en su carrera mejor deportista guipuzcoano en la modalidad de tiro al plato.
En 1972 Azkue obtiene su primera Copa de España de foso olímpico, empatando con Eladio Vallduví en el primer puesto. Ese año obtiene su primer éxito internacional al quedar tercero (empatado también esta vez con el francés Baud) en el Campeonato de Europa de Tiro al Plato disputado en Madrid en la modalidad de foso universal. Por tercer año es nombrado mejor tirador al plato guipuzcoano.

### Doble campeón de Europa de Foso
En 1974 vuelve a proclamarse ganador de la Copa de España en la modalidad de foso olímpico. En el Campeonato de Europa de tiro al blanco disputado en Antibes (Francia) obtiene el título de Europa en categoría individual de foso olímpico y es segundo clasificado por equipos con la selección española. También obtiene el título de la modalidad de foso universal. Ese mismo año es seleccionado para tomar parte en el Campeonato Mundial de Tiro de 1974 que se disputó en Suiza.
En 1975 ganó su tercera Copa de España de trap y tomó parte en el Campeonato Mundial de Tiro al Plato de 1975, donde fue bronce por equipos.

### Participación en los Juegos Olímpicos
Azkue tomó parte solamente en unos únicos Juegos Olímpicos a lo largo de su carrera. Fue seleccionado para formar parte junto con Eladio Vallduvi de la selección española de tiro al plato en Montreal 1976. Azkue fue 11º en la competición olímpica de foso olímpico.

### Campeón de Mundo
La de 1977 fue la temporada más brillante de la carrera de Azkue como tirador. Completó un año exitoso venciendo en 13 competiciones internacionales durante esa temporada, incluyendo la cuarta Copa de España de su carrera. Llegó como uno de los favoritos al Campeonato Mundial de Tiro al Plato de 1977, a disputar en Antibes (Francia), donde tres años antes se había proclamado campeón de Europa. Allí obtuvo el que sería el mayor éxito de su carrera al proclamarse campeón mundial de foso olímpico en categoría individual. Redondeo su actuación con una medalla de plata por equipos.
A pesar de competir en un deporte minoritario, su gesta fue muy celebrada ya que en aquella época eran muy escasos los triunfos internacionales que obtenían los deportistas españoles. De hecho el Consejo Superior de Deportes concedió a Azkue la Copa Barón de Güell, que premiaba al deportista español que más se había distinguido en 1977 en su actividad deportiva.
Sin embargo tras obtener el título mundial se produjo un contencioso entre la Federación y el tirador que propició su exclusión de la selección española que acudió a los Campeonatos de Europa y al Campeonato Mundial de Tiro de 1978 disputado en Corea. En la raíz del problema hubo un premio en metálico de 1 millón de pesetas prometido por la Federación al tirador, que tardó mucho en ser pagado. El tirador exigió asimismo ser seleccionado directamente en el equipo mientras que la Federación le obligó a pasar por una fase de selección previa. Para complicar el asunto, Azkue acusó a la Federación de relegarle por ser vasco. En cualquier caso Azkue no pudo defender su título de campeón del mundo de trap que se adjudicó curiosamente su gran rival a nivel nacional, Eladio Vallduvi.

### Resto de carrera
Azkue tardó unos años en recuperar su mejor nivel, por lo que no logró plaza para los Juegos Olímpicos de Moscú en 1980. En 1981 quedó tercero en el Campeonato de España de Foso Olímpico. Ese año formó parte del equipo español que compitió en foso olímpico en el Campeonato Mundial de Tiro al Plato de 1981, obteniendo la medalla de plata. En 1982 tomó parte en el Gran Mundial de Foso Universal disputado en Brasil obteniendo la medalla de plata.
Estuvo preseleccionado para los Juegos Olímpicos de Los Ángeles 1984, pero finalmente no acudió a esta cita deportiva. Ha seguido compitiendo en cualquier caso. En 1989 obtuvo su quinta Copa de España de foso olímpico.
Ha sido presidente de la Federación Guipuzcoana de Tiro.

### Tiro al pichón
Azkue también compitió con notable éxito en pruebas de tiro al pichón como acredita por ejemplo su triunfo en 1976 en la Copa Unión Explosivos Río Tinto con un premio metálico de 600.000 pesetas de la época.
Su mayor éxito fue el subcampeonato del mundo de Tiro al pichón. Todavía en 1991 fue subcampeón de España.